# 니르나에스 아르노에디아드

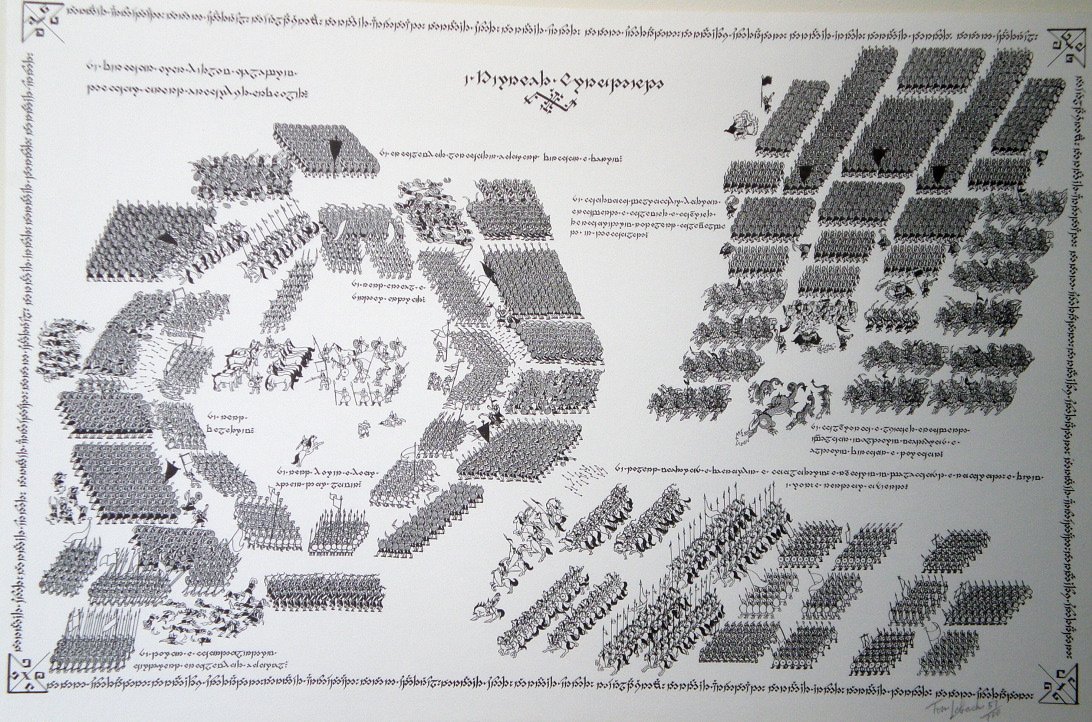

니르나에스 아르노에디아드(Nirnaeth Arnoediad)는 태양의 1시대에 벌어진 대전쟁이다. 이름의 뜻은 한없는 눈물들의 전쟁이라는 뜻이다. 이 전쟁에서 모르고스가 승리하면서 보석전쟁의 종반부에 돌아서게 된다.

## 전쟁의 발단
놀도르 대군으로도 정복하지 못한 앙그반드를 개인에 불과한 베렌과 루시엔의 활약에 모르고스가 실마릴을 뺏긴 것에 동기를 얻어 마이드로스는 모르고스의 적들, 자유 민족 간에 연합하여 서쪽과 동쪽에서 함께 진격할 계획을 세운다.

## 전쟁의 발발
요정, 인간, 난쟁이가 모여 양동 작전으로 진격할 계획을 세우긴 했으나, 마이드로스가 모르고스의 첩자인 동부인의 거짓 정보로 진군을 지연시킴으로써 핑곤의 서쪽 군대가 먼저 공격을 시작하면서 생긴 약점으로 개별적인 전투가 일어났다.
당시 서쪽 군대에게 오크 군대가 이미 포박한 요정 포로를 무자비하게 살해하여 분노한 요정들이 도발에 넘어가 성급하게 먼저 진격한 것이었다.
마이드로스의 동쪽 군대는 늦게나마 진격했고 계획은 차질이 생겼다.

## 전쟁의 종식
서쪽은 절망적인 궤멸 이후 동쪽 군대와 함께 싸웠고 모르고스의 대군도 전면전에 돌입한다. 그러나 포섭된 첩자인 배신자 동부인 무리가 요정 사이에 혼란을 야기시켜 대패한다. 결국 서군의 지휘관 핑곤은 죽고 동군의 마이드로스는 간신히 퇴각했다.

## 의의
결과적으로 다시 일어날 수 없는 타격을 받은 자유 민족은 이후 마이아 에온웨를 중심으로 하는 발리노르 구원군이 앙그반드로 진격하기 전까지 지속적인 절망의 시기를 보낸다.